# Kobe Challenger 2022 - Doppio
Purav Raja e Ramkumar Ramanathan erano i detentori del titolo ma solo Ramanathan ha scelto di partecipare in coppia con Arjun Kadhe.
In finale Shinji Hazawa e Yuta Shimizu hanno sconfitto Andrew Harris e John-Patrick Smith con il punteggio di 6–4, 6–4.

## Teste di serie
1. Arjun Kadhe /  Ramkumar Ramanathan (quarti di finale)
2. Victor Vlad Cornea /  Zdeněk Kolář (primo turno)

1. Andrew Harris /  John-Patrick Smith (finale)
2. Ruben Gonzales /  Christopher Rungkat (primo turno)

## Wildcard
1. Taisei Ichikawa /  Seita Watanabe (quarti di finale)

1. Shinji Hazawa /  Yuta Shimizu (campioni)

## Tabellone

### Legenda
| - Q = Qualificato - WC = Wild card - LL = Lucky loser | - ALT = Alternate - SE = Special Exempt - PR = Protected Ranking | - w/o = Walkover - r = Ritirato - d = Squalificato |

|  | Primo turno | Primo turno              | Primo turno           | Primo turno | Primo turno |  |  | Quarti di finale | Quarti di finale      | Quarti di finale      | Quarti di finale   | Quarti di finale   |   |   | Semifinali | Semifinali                       | Semifinali                       | Semifinali                 | Semifinali                 |   |   | Finale | Finale | Finale | Finale | Finale |  |
|  |             |                          |                       |             |             |  |  |                  |                       |                       |                    |                    |   |   |            |                                  |                                  |                            |                            |   |   |        |        |        |        |        |  |
|  | 1           | A Kadhe R Ramanathan     | 3                     | 6           | [10]        |  |  |                  |                       |                       |                    |                    |   |   |            |                                  |                                  |                            |                            |   |   |        |        |        |        |        |  |
|  |             | S Shimabukuro Y Watanuki | 6                     | 3           | [8]         |  |  | 1                | A Kadhe R Ramanathan  | A Kadhe R Ramanathan  | 4                  | 4                  |   |   |            |                                  |                                  |                            |                            |   |   |        |        |        |        |        |  |
|  | PR          | R Noguchi Y Sugita       | R Noguchi Y Sugita    | 2           | 3           |  |  |                  | M Polmans J Taylor    | M Polmans J Taylor    | 6                  | 6                  |   |   |            |                                  |                                  |                            |                            |   |   |        |        |        |        |        |  |
|  |             | M Polmans J Taylor       | M Polmans J Taylor    | 6           | 6           |  |  |                  |                       |                       |                    |                    |   |   |            | M Polmans J Taylor               | M Polmans J Taylor               | 2                          | 2                          |   |   |        |        |        |        |        |  |
|  | 3           | A Harris J-P Smith       | A Harris J-P Smith    | 6           | 6           |  |  |                  |                       | 3                     | A Harris J-P Smith | A Harris J-P Smith | 6 | 6 |            |                                  |                                  |                            |                            |   |   |        |        |        |        |        |  |
|  | Alt         | FC Alcantara NH Lý       | FC Alcantara NH Lý    | 3           | 2           |  |  | 3                | A Harris J-P Smith    | 7                     | 3                  | [10]               |   |   |            |                                  |                                  |                            |                            |   |   |        |        |        |        |        |  |
|  |             | R Hijikata Y-h Hsu       | R Hijikata Y-h Hsu    | 3           | 1           |  |  |                  | Y-s Chung K Uchida    | 62                    | 6                  | [7]                |   |   |            |                                  |                                  |                            |                            |   |   |        |        |        |        |        |  |
|  |             | Y-s Chung K Uchida       | Y-s Chung K Uchida    | 6           | 6           |  |  |                  |                       |                       |                    |                    |   |   | 3          | Andrew Harris John-Patrick Smith | Andrew Harris John-Patrick Smith | 4                          | 4                          |   |   |        |        |        |        |        |  |
|  |             | J-s Nam M-k Song         | J-s Nam M-k Song      | 6           | 6           |  |  |                  |                       |                       |                    |                    |   |   |            |                                  | WC                               | Shinji Hazawa Yuta Shimizu | Shinji Hazawa Yuta Shimizu | 6 | 6 |        |        |        |        |        |  |
|  |             | D Ionel FC Jianu         | D Ionel FC Jianu      | 3           | 2           |  |  |                  | J-s Nam M-k Song      | J-s Nam M-k Song      | 5                  | 3                  |   |   |            |                                  |                                  |                            |                            |   |   |        |        |        |        |        |  |
|  |             | T Matsui K Uesugi        | T Matsui K Uesugi     | 6           | 6           |  |  |                  | T Matsui K Uesugi     | T Matsui K Uesugi     | 7                  | 6                  |   |   |            |                                  |                                  |                            |                            |   |   |        |        |        |        |        |  |
|  | 4           | R Gonzales C Rungkat     | R Gonzales C Rungkat  | 4           | 2           |  |  |                  |                       |                       |                    |                    |   |   |            | T Matsui K Uesugi                | T Matsui K Uesugi                | 62                         | 2                          |   |   |        |        |        |        |        |  |
|  | WC          | T Ichikawa S Watanabe    | T Ichikawa S Watanabe | 6           | 6           |  |  |                  |                       | WC                    | S Hazawa Y Shimizu | S Hazawa Y Shimizu | 7 | 6 |            |                                  |                                  |                            |                            |   |   |        |        |        |        |        |  |
|  |             | D Sweeny L Tu            | D Sweeny L Tu         | 3           | 3           |  |  | WC               | T Ichikawa S Watanabe | T Ichikawa S Watanabe | 4                  | 2                  |   |   |            |                                  |                                  |                            |                            |   |   |        |        |        |        |        |  |
|  | WC          | S Hazawa Y Shimizu       | 6                     | 4           | [10]        |  |  | WC               | S Hazawa Y Shimizu    | S Hazawa Y Shimizu    | 6                  | 6                  |   |   |            |                                  |                                  |                            |                            |   |   |        |        |        |        |        |  |
|  | 2           | VV Cornea Z Kolář        | 4                     | 6           | [4]         |  |  |                  |                       |                       |                    |                    |   |   |            |                                  |                                  |                            |                            |   |   |        |        |        |        |        |  |